# Upeneus asymmetricus
Upeneus asymmetricus is een straalvinnige vissensoort uit de familie van zeebarbelen (Mullidae). De wetenschappelijke naam van de soort is voor het eerst geldig gepubliceerd in 1954 door Lachner.